# Мутуализам (биологија)
Мутуализам је тип еколошких интеракција између јединки различитих врста којим обе јединке повећавају своју адаптивну вредност. Притом, јединке нису током целог живота упућене једна на другу. Мутуализам се описује као однос (+ / + ), тј. обе врсте имају користи (позитиван ефекат) од интеракције. Интеракције сличне мутуализму су симбиозе, или у оквиру једне врсте кооперације, и понекад их је тешко разликовати у екосистемима.
Класичан пример мутуализма је однос скривеносеменице-лептири: биљка „има користи“ од лептира, јер ће он(и) извршити опрашивање, а лептир „има користи“ јер се храни нектаром из цвета.